# Petit Trou de Nippes (kommun)
Petit Trou de Nippes är en kommun i Haiti.   Den ligger i departementet Nippes, i den sydvästra delen av landet, 130 km väster om huvudstaden Port-au-Prince.